# Galahad
Sir Galahad (in inglese) o Galaad (in francese) o Galasso (in italiano, con le varianti Galeatto, Galeasso, Galeazzo e Galeotto) è, nel ciclo arturiano, uno dei cavalieri della Tavola Rotonda di re Artù. Figlio illegittimo di Lancillotto e Elaine di Corbenic, Galahad era noto per la sua nobiltà e purezza. Insieme a Parsifal e Bors, fu uno dei tre cavalieri a cui fu concesso di trovare il Graal.
Il personaggio non compare nelle opere più antiche risalenti al ciclo arturiano, come quelle del francese Chrétien de Troyes (XII sec.), che fu tra i primi a sviluppare il tema della ricerca del Sacro Graal. Galahad appare invece nel Lancillotto in prosa (XIII sec.) e nelle opere successive, come la Tavola Ritonda (XIV sec.) e Le Morte d'Arthur (XV sec.) di Thomas Malory.

## Vita di Galahad
Le origini di Galahad vengono descritte nel Lancillotto in prosa. Egli nasce a Carbonek (o Corbenic), il castello del Graal, il cui signore, Pelles detto il Re Pescatore, sapeva già da un tempo che sua figlia Elaine (o Elena) un giorno avrebbe partorito un figlio che sarebbe stato il più nobile dei cavalieri, e fece quindi sì che il pronostico si avverasse. Elaine era stata liberata dalla prigionia di Morgana, una strega invidiosa, da ser Lancillotto del Lago, il più valente dei cavalieri della Tavola Rotonda, e se n'era innamorata, ma quello era legato da un amore disperato alla regina Ginevra, moglie di re Artù, e non aveva occhi per altre donne. Elaine allora si era rivolta alla strega Brusen, la quale con un incantesimo aveva fatto sì che Lancillotto scambiasse Elaine per Ginevra e giacesse con lei, concependo un bambino, che verrà battezzato col nome di Galahad. Lancillotto abbandona Elaine prima della nascita del figlio e lo rincontrerà solo da adulto, quando lo nominerà cavaliere. Galahad viene cresciuto nella perfetta fede cristiana in un convento, sotto la tutela della badessa, sua prozia. Cresciuto, giunge a Camelot, alla corte di re Artù, durante la Pentecoste, e sotto la costernazione generale siede alla Tavola Rotonda prendendo posto sul Seggio Pericoloso. Questo era, secondo una profezia del mago Merlino, riservato al più nobile e puro dei cavalieri e qualunque indegno che avesse osato sedervisi sarebbe morto all'istante. Galahad invece resta illeso, provando che quel posto era destinato a lui. Impressionato, Artù chiede a Galahad di estrarre una spada da una roccia (o un blocco di marmo), similmente a come aveva fatto lui stesso, quando aveva dimostrato di essere il predestinato re di Britannia. Il giovane ha nuovamente successo e viene quindi nominato cavaliere della Tavola Rotonda.
L'impresa cui Galahad è un predestinato è il ritrovamento del Sacro Graal. Avutane una visione, tutti i cavalieri della Tavola Rotonda partono con entusiasmo alla ricerca, ma, essendo questa una prova di fede e virtù molto più che di forza e valore, sono quasi tutti destinati a fallire. Lo stesso Lancillotto riesce solo ad avere una fugace visione del Graal, prima che il suo potere lo respinga violentemente, perché l'amore che lo lega alla moglie di re Artù fa di lui un peccatore. Galahad invece, compiute diverse imprese da solo, si unisce poi a Parsifal e Bors, coi quali raggiunge il castello del Graal. Per via i tre vengono aiutati dalla sorella di Parsifal, la quale però muore, sicché Bors torna indietro per farla seppellire degnamente. Galahad e Parsifal invece raggiungono il Re Pescatore e suo figlio Eleazar, i santi custodi del Graal, che gli mostrano il sacro artefatto e gli chiedono di portarlo nella città di Sarras. Compiuta anche questa impresa, Galahad, Parsifal e Bors intraprendono la via del ritorno a Camelot, ma per via gli appare lo spirito di Giuseppe di Arimatea (secondo la leggenda era stato lui a portare il Sacro Graal in Britannia); Galahad, esaltato dall'esperienza mistica, chiede di poter morire subito e, dato l'addio ai due compagni, ascende in cielo. Parsifal lo raggiunge poco dopo. Il solo Bors fa ritorno a Camelot.
Secondo alcune fonti, "Galahad" era anche il vero nome di Lancillotto; la profezia voleva che Galahad ripercorresse i passi del padre, arrivando però a superarlo in valore.

## Interpretazioni moderne
Galahad compare in numerose opere moderne.

### Letteratura
- Sir Galahad di Lord Tennyson
- Re in eterno di T.H. White
- Taliessin through Logres di Charles Williams
- Cavalleria di Neil Gaiman
- Le morte d'Arthur di Thomas Malory
- La Signora del Lago di Andrzej Sapkowski
- Il mago M. di René Barjavel.
- Le nebbie di Avalon di Marion Zimmer Bradley

### Cinema e TV
- Monty Python e il Sacro Graal dei Monty Python
- Galahad appare anche nelle insolite vesti di cavaliere sarmata pagano al servizio di Artù nel film King Arthur del 2004
- Galahad è il soprannome del personaggio interpretato da Colin Firth, l'agente Kingsman Harry Hart facente parte di un ordine segreto di cavalieri nel film Kingsman - Secret Service del 2014.
- È interpretato nella serie televisiva The Librarians (2014-2018) da John Larroquette, celandosi dietro il nome di Jenkins.

### Musica
Oltre al  musical di Broadway Spamalot, basato sul film dei Monty Python, sono diversi i brani a lui dedicati o nei quali viene citato:
- Sir Galahad, dal concept album progressive The Myths and Legends of King Arthur and the Knights of the Round Table di Rick Wakeman.
- Sweet Sir Galahad, di Joan Baez.
- Tin Man, degli America.
- Il musicista svedese Anton Johansson ha realizzato una suite progressive rock basata proprio sulla storia del cavaliere Galahad. La suite è stata pubblicata nel 2013, ma dietro di essa c'è un lavoro che è iniziato nel lontano 1982.

### Videogiochi
- È presente nel videogioco The Legend of Galahad di Electronic Arts (1992) per Sega Mega Drive.
- Galahad è presente come robot giocabile nel videogioco War Robots (2014).
- È presente nel videogioco Sonic e il Cavaliere Nero di SEGA (2009), interpretato da Silver the Hedgehog.
- Galahad è presente nel videogioco King Arthur: The Role-playing Wargame (2009) come cavaliere reclutabile, ma solo se si sceglie di seguire le missioni del cristianesimo. È la controparte cristiana dell'eroe Merlino, stregone dell'antico credo.
- È il protagonista di The Order: 1886, videogioco del 2015, in cui la Londra vittoriana viene rivisitata in chiave steampunk.
- Galahad è presente nel videogioco Fate/Grand Order (2015).

### Animazione
- Il pokémon Gallade è ispirato per il nome a Galahad.
- Galahad è il nome del Knightmare Frame pilotato dal Knight of One Bismarck Waldstein nel popolare manga e anime Code Geass: Lelouch of the Rebellion.